# Franz Hoppenstätt
Franz Hoppenstätt († 1657 oder 1658) war ein deutsch-estnischer Holzschnitzer.

## Leben und Werk
Franz Hoppenstätt stammte wahrscheinlich aus Bremen. Seit den 1640er Jahren ist sein Wirken in Estland nachweisbar. Seit 1653 war er Stadtbürger von Tallinn. Dort war er als Holzschnitzer tätig. Seine frühbarocken und mit prachtvollen Akanthus-Ornamenten versehenen Werke erlangten große Berühmtheit.
Bekannt sind vor allem die von Hoppenstätt gefertigte farbige Kanzel mit prächtigen Schnitzereien in der Kirche von Järva-Jaani (1648), die Schmuckwand in der Grabkapelle Bogislaus von Rosens in der Tallinner Nikolaikirche (1655) und die Tür im Haus Pikk tänav 71 in der Altstadt von Tallinn. Keine der Arbeiten trägt Hoppenstätts Signatur, so dass die endgültige Zuschreibung unsicher bleibt; alle drei Werke stammen aber vom selben Künstler.
Hoppenstätt starb Ende der 1650er Jahre, wahrscheinlich an der Pest.